# Shinjuku Center Building
Shinjuku Center Building (яп. 新宿センタービル Синдзюку сэнта: биру) — небоскреб, расположенный по адресу 1-25-1 квартал Ниси-Синдзюку, район Синдзюку, город Токио, Япония. 

## История
Небоскрёб строился с конца 1970-х годов по 31 октября 1979 года. Он был официально открыт 1 ноября 1979 года. Его высота составляет 223 метра при 54 этажах. Небоскрёб был полностью отремонтирован в 1998 году. Он служит штаб - квартирой корпорации Taisei Corporation. Небоскрёб Shinjuku Center Building служит рабочим местом для 10000 человек, и ежедневно его посещают более 25000 человек.
В 2009 году здание было первым в мире, которое было модернизировано инерционными демпферами для подавления вибраций, вызванных землетрясениями. На этажах с 15 по 39 было установлено 288 амортизаторов. В результате во время Великого восточно-японского землетрясения в 2011 году коэффициент подавления вибраций был на 20% выше, чем без демпферов.
Когда небоскрёб был построен в 1979 году, он на тот момент стал вторым самым высоким небоскребом в Японии. В холле здания есть фонтан, который создаёт спокойную атмосферу.
Здание появилось в фильме 1984 года «Возвращение Годзиллы» .
В 1998 году французский альпинист Ален Робер успешно совершил восхождение на небоскрёб. Само восхождение заняло около 40 минут, и когда он достиг вершины, за нарушение закона, он был арестован полицией, ожидающей его.
Японская компания Japan Prime Realty Investment Corporation (японский инвестиционный трастовый фонд недвижимости) приобрела здание в 2008 году за 21 млрд. йен.

## Галерея

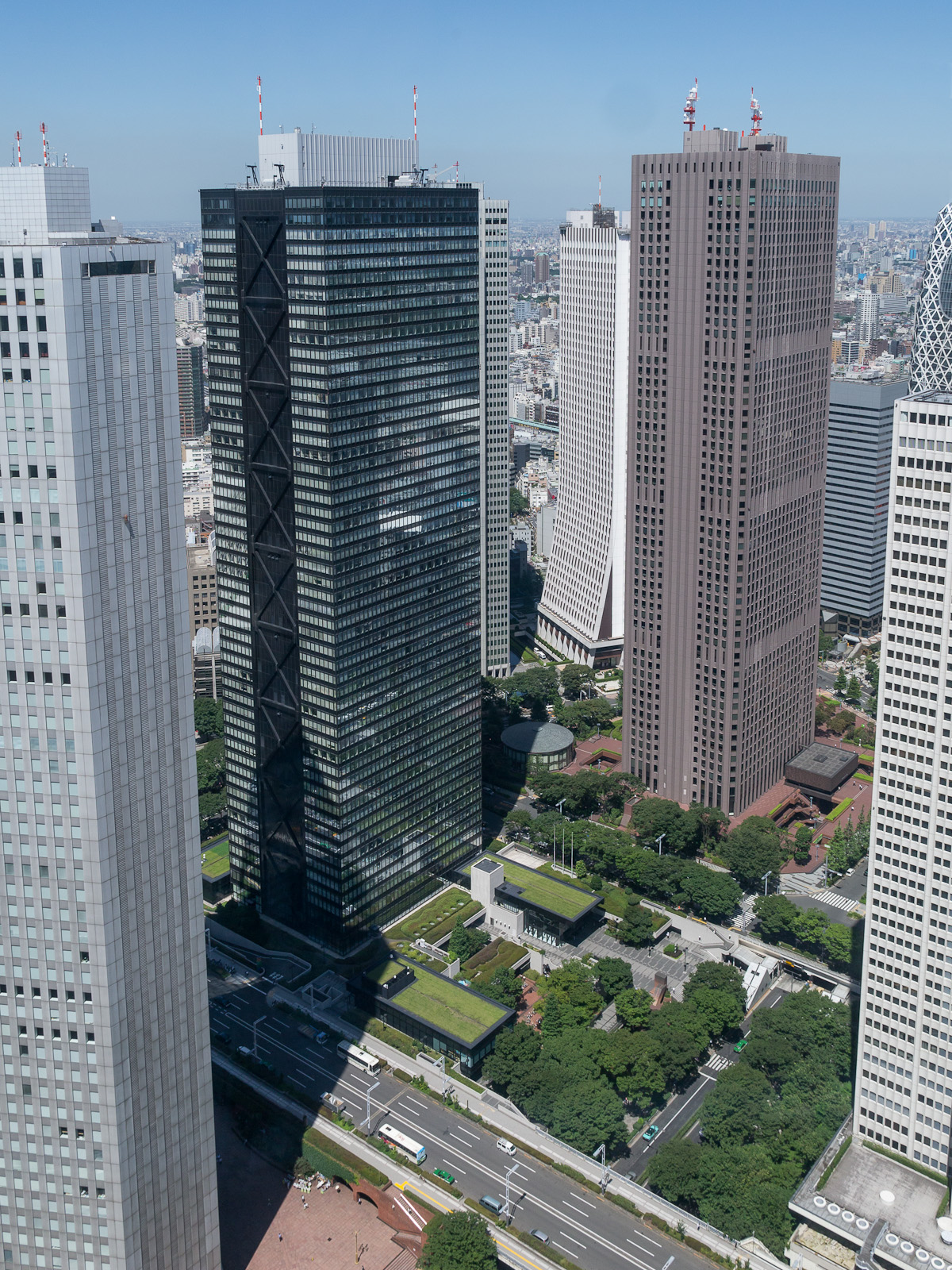
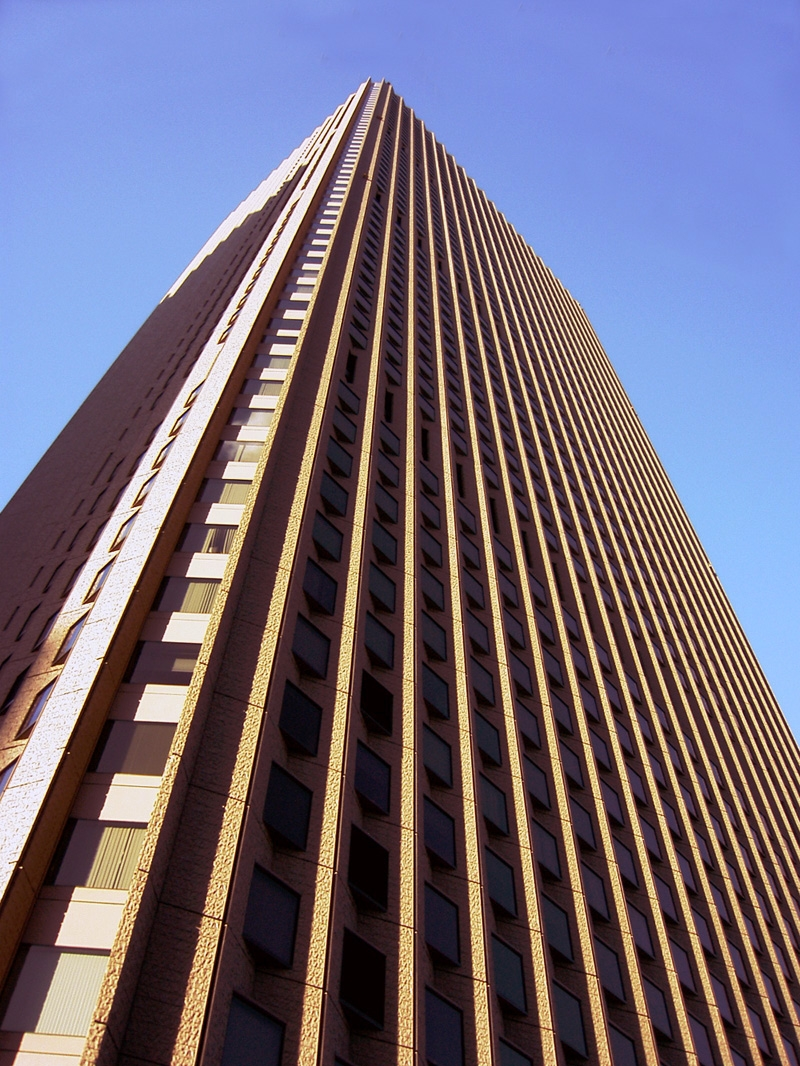
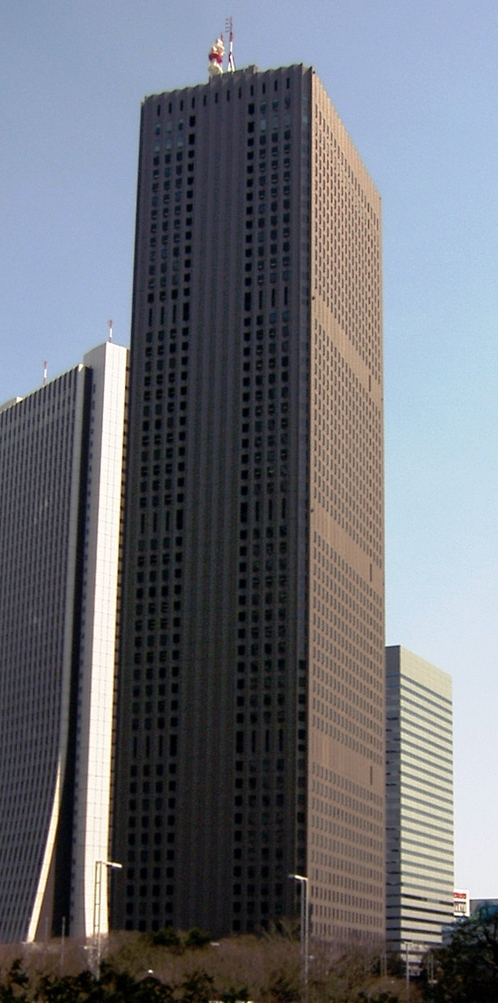